# Palmira (parroquia)
Palmira es una de las parroquias rurales del cantón Guamote. En ella podemos encontrar varios sitios turísticos como la iglesia del Señor de las Misericordias y .su nuevo atractivo turístico muy visitado el desierto de palmira.
También se puede deleitar de la tradicional fritada.
Palmira se encuentra a pocos kilómetros de Guamote en la vía a Alausí.